# Ebba Sundholm
Ebba Augusta Kippel Sundholm, senare gift Karlsson, född 17 januari 1910 i Nya Kopparbergs församling i Örebro län, död 11 oktober 2000 i Lund, var en svensk friidrottare (sprinter) som tävlade för klubben IFK Djursholm. Hon blev svensk mästare på 100 meter 1929.